# Cantone di La Haye-du-Puits
Il Cantone di La Haye-du-Puits era una divisione amministrativa dell'arrondissement di Coutances.
È stato soppresso a seguito della riforma complessiva dei cantoni del 2014, che è entrata in vigore con le elezioni dipartimentali del 2015.
Comprendeva i comuni di:
- Appeville
- Baudreville
- Bolleville
- Canville-la-Rocque
- Coigny
- Cretteville
- Denneville
- Doville
- Glatigny
- La Haye-du-Puits
- Houtteville
- Lithaire
- Mobecq
- Montgardon
- Neufmesnil
- Prétot-Sainte-Suzanne
- Saint-Nicolas-de-Pierrepont
- Saint-Rémy-des-Landes
- Saint-Sauveur-de-Pierrepont
- Saint-Symphorien-le-Valois
- Surville
- Varenguebec
- Vesly, parzialmente
- Vindefontaine